# Antonio Galardo (calciatore)
Antonio Galardo (Crotone, 18 settembre 1976) è un dirigente sportivo ed ex calciatore italiano, di ruolo centrocampista.

## Carriera
Inizia la sua carriera calcistica nelle giovanili dello Sporting Crotone, seconda squadra della città calabrese. Passa quindi al Crotone di Raffaele Vrenna.
Dal 1998 al 2001 gioca nel campionato di Eccellenza con la Cariatese prima e con la Rossanese poi, raggiungendo proprio con la squadra di Rossano la promozione nel Campionato Nazionale Dilettanti.
Dal 2002 al 2015 è stato in forza al Crotone, con cui ha giocato per tredici stagioni consecutive e di cui era divenuto capitano nella stagione 2011-2012.
Nel luglio 2015 ha annunciato il suo ritiro dal calcio giocato; il 9 agosto 2015 gioca la sua ultima partita prima di salutare i tifosi e lasciare il calcio giocato. L'allora presidente del Crotone Raffaele Vrenna ha quindi deciso di ritirare la sua maglia numero 4.
Il 15 luglio 2022 viene ufficializzato il suo passaggio all'Isola Capo Rizzuto come nuovo direttore sportivo.

## Statistiche

### Presenze e reti nei club
| Stagione         | Squadra          | Campionato       | Campionato | Campionato | Coppe nazionali | Coppe nazionali | Coppe nazionali | Coppe continentali | Coppe continentali | Coppe continentali | Altre coppe | Altre coppe | Altre coppe | Totale | Totale |
| Stagione         | Squadra          | Comp             | Pres       | Reti       | Comp            | Pres            | Reti            | Comp               | Pres               | Reti               | Comp        | Pres        | Reti        | Pres   | Reti   |
| ---------------- | ---------------- | ---------------- | ---------- | ---------- | --------------- | --------------- | --------------- | ------------------ | ------------------ | ------------------ | ----------- | ----------- | ----------- | ------ | ------ |
| 1995-1996        | Crotone          | CND              | 17         | 0          | -               | -               | -               | -                  | -                  | -                  | -           | -           | -           | 17     | 0      |
| 1996-1997        | Crotone          | CND              | 4          | 0          | -               | -               | -               | -                  | -                  | -                  | -           | -           | -           | 4      | 0      |
| 1997-1998        | Crotone          | C2               | 0          | 0          | CI-C            | 0               | 0               | -                  | -                  | -                  | -           | -           | -           | 0      | 0      |
| 1998-1999        | Cariatese        | Ecc.             | 26         | 8          | -               | -               | -               | -                  | -                  | -                  | -           | -           | -           | 26     | 8      |
| 1999-2000        | Rossanese        | Ecc.             | 23         | 5          | -               | -               | -               | -                  | -                  | -                  | -           | -           | -           | 23     | 5      |
| 2000-2001        | Rossanese        | Ecc.             | 22         | 7          | -               | -               | -               | -                  | -                  | -                  | -           | -           | -           | 22     | 7      |
| 2001-2002        | Rossanese        | D                | 26         | 10         | CI-D            | 0               | 0               | -                  | -                  | -                  | -           | -           | -           | 26     | 10     |
| Totale Rossanese | Totale Rossanese | Totale Rossanese | 71         | 22         |                 | 0               | 0               |                    | -                  | -                  |             | -           | -           | 71     | 22     |
| 2002-2003        | Crotone          | B                | 29         | 2          | CI+CI-C         | 2+0             | 0               | -                  | -                  | -                  | -           | -           | -           | 31     | 2      |
| 2003-2004        | Crotone          | B                | 18+1       | 1+1        | CI-C            | 6               | 0               | -                  | -                  | -                  | -           | -           | -           | 25     | 2      |
| 2004-2005        | Crotone          | B                | 26         | 1          | CI              | 2               | 0               | -                  | -                  | -                  | -           | -           | -           | 28     | 1      |
| 2005-2006        | Crotone          | B                | 26         | 2          | CI              | 2               | 0               | -                  | -                  | -                  | -           | -           | -           | 28     | 2      |
| 2006-2007        | Crotone          | C1               | 17         | 1          | CI              | 3               | 1               | -                  | -                  | -                  | -           | -           | -           | 20     | 2      |
| 2007-2008        | Crotone          | C1               | 33+2       | 1          | CI-C            | 0               | 0               | -                  | -                  | -                  | -           | -           | -           | 35     | 1      |
| 2008-2009        | Crotone          | C1               | 25+4       | 1+1        | CI+CI-LP        | 3+1             | 0               | -                  | -                  | -                  | -           | -           | -           | 33     | 2      |
| 2009-2010        | Crotone          | B                | 40         | 1          | CI              | 1               | 0               | -                  | -                  | -                  | -           | -           | -           | 41     | 1      |
| 2010-2011        | Crotone          | B                | 37         | 0          | CI              | 1               | 0               | -                  | -                  | -                  | -           | -           | -           | 38     | 0      |
| 2011-2012        | Crotone          | B                | 35         | 0          | CI              | 2               | 1               | -                  | -                  | -                  | -           | -           | -           | 37     | 1      |
| 2012-2013        | Crotone          | B                | 36         | 0          | CI              | 2               | 0               | -                  | -                  | -                  | -           | -           | -           | 38     | 0      |
| 2013-2014        | Crotone          | B                | 13         | 0          | CI              | 2               | 0               | -                  | -                  | -                  | -           | -           | -           | 15     | 0      |
| 2014-2015        | Crotone          | B                | 10         | 0          | CI              | 0               | 0               | -                  | -                  | -                  | -           | -           | -           | 10     | 0      |
| 2015-2016        | Crotone          | B                | -          | -          | CI              | 1               | 0               | -                  | -                  | -                  | -           | -           | -           | 1      | 0      |
| Totale Crotone   | Totale Crotone   | Totale Crotone   | 366+7      | 10+2       |                 | 28              | 2               |                    | -                  | -                  |             | -           | -           | 401    | 14     |
| Totale Carriera  | Totale Carriera  | Totale Carriera  | 453+7      | 40+2       |                 | 28              | 2               |                    | -                  | -                  |             | -           | -           | 487    | 44     |

## Palmarès

### Club

#### Competizioni nazionali
- Campionato Nazionale Dilettanti: 1

Crotone: 1996-1997

#### Competizioni regionali
- Eccellenza: 1

Rossanese: 2000-2001

#### Altri
- Maglia numero 4 ritirata dall'FC Crotone